# Bootsmagazin Nr. 78 im Naval Dockyard

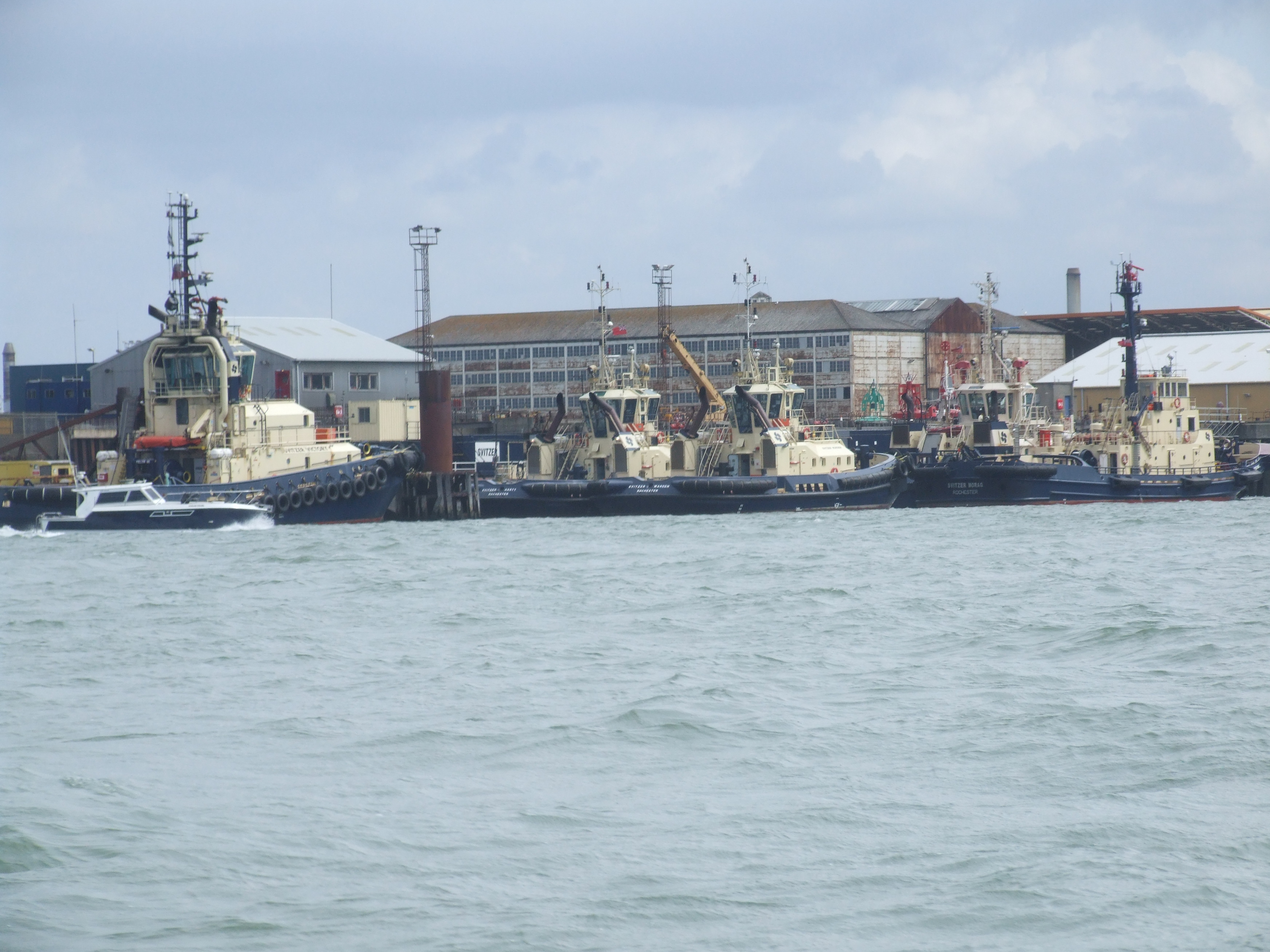
Mittig hinter Booten ist das Gebäude zu erkennen

Das ehemalige Bootsmagazin Nr. 78 im Naval Dockyard ist ein mittlerweile leerstehendes Gebäude in Sheerness. Das Bootsmagazin wurde 1858 entworfen und 1859–61 (nach anderen Quellen 1856–60)  durch die Architekten G. T. Greene und William Scamp für das Admiralty Works Department gebaut. Das Gebäude ist eine der bemerkenswertesten Konstruktionen seiner Zeit, da es sowohl in der Gestaltung als auch der Konstruktion Methoden nutzt, die erst Jahre später üblich wurden. Das Gebäude besteht aus einem vier Geschosse hohen Eisenrahmen, flachen Fensterbändern und Wellblech. Es ist 63 m lang und 40 m breit. Die Eisenkonstruktion wurde von Henry Grissell’s Regents Canal Iron Works hergestellt. Neuartig war die umfangreiche Verwendung von Eisen und Glas. Das Gebäude bleibt eine singuläre Erscheinung, ähnliche Konstruktionen wurden erst wieder Ende des 19. Jahrhunderts in Chicago eingesetzt.
Das Gebäude steht seit 1962 unter Denkmalschutz (Grade I).